# イースト・チリスクエカー郡区 (ペンシルベニア州ノーサンバーランド郡)
イースト・チリスクエカー郡区（East Chillisquaque Township）は、アメリカ合衆国ペンシルベニア州ノーサンバーランド郡にある郡区である。2000年現在の人口は664人。

## 地理
アメリカ国勢調査局によると、イースト・チリスクエカー郡区の総面積は20.9km2で、すべて陸地である。

## 人口
2000年の国勢調査によると、イースト・チリスクエカー郡区の人口は664人であり、262世帯、195家族が居住している。人口密度は 1平方キロメートルあたり31.7人である。376軒の家があり、1平方キロメートルあたり13.2軒の家が建っている。町の人種構成は、99.10%が白人、0.60%が黒人ないしアフリカ系アメリカ人、0.29%がアメリカ先住民、0.00%がアジア人、0.00%が太平洋諸島系、0.30%がその他の人種であり、0.00%は混血である。人口の0.90%はラテン系である。
全世帯の32.4%には18歳未満の子供が同居しており、66.2%は夫婦で一緒に生活している。4.2%は夫のいない女性が世帯主であり、25.2%は独身である。全世帯の21.8%は一人暮らしであり、10.3%が65歳以上である。平均世帯人数は2.53人、平均家族人数は2.95人である。
イースト・チリスクエカー郡区の人口は、25.2%が18歳未満、18歳以上24歳以下が5.7%、25歳以上44歳以下が27.7%、45歳以上64歳以下が25.5%、65歳以上が16.0%である。年齢の中央値は40歳である。女性100人に対して男性は103.7人であり、18歳以上の100人の女性に対して男性は95.7人である。
町の1世帯あたりの平均収入は40,882ドルであり、1家族あたりの平均収入は43,958ドルである。男性の平均収入が34,167ドルに対し、女性の平均収入は22,000ドルである。1人あたりの収入は18,431ドルである。人口の5.0%（全家族の4.3%）が極貧層である。18歳以下の住民の4.3%、65歳以上の住民の3.6%は貧しい生活を送っている。